# Kakaobaum

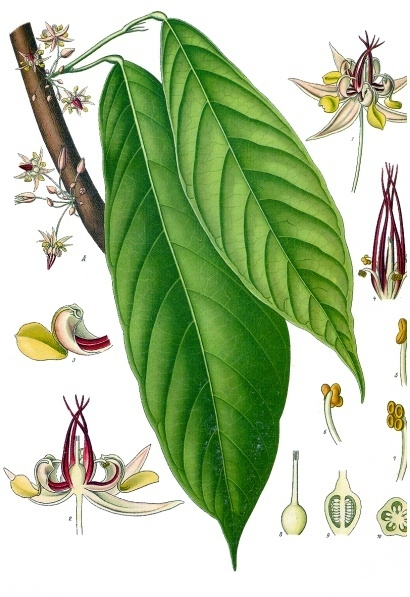
Illustration von Theobroma cacao
Köhler’s Medizinal-Pflanzen – 136

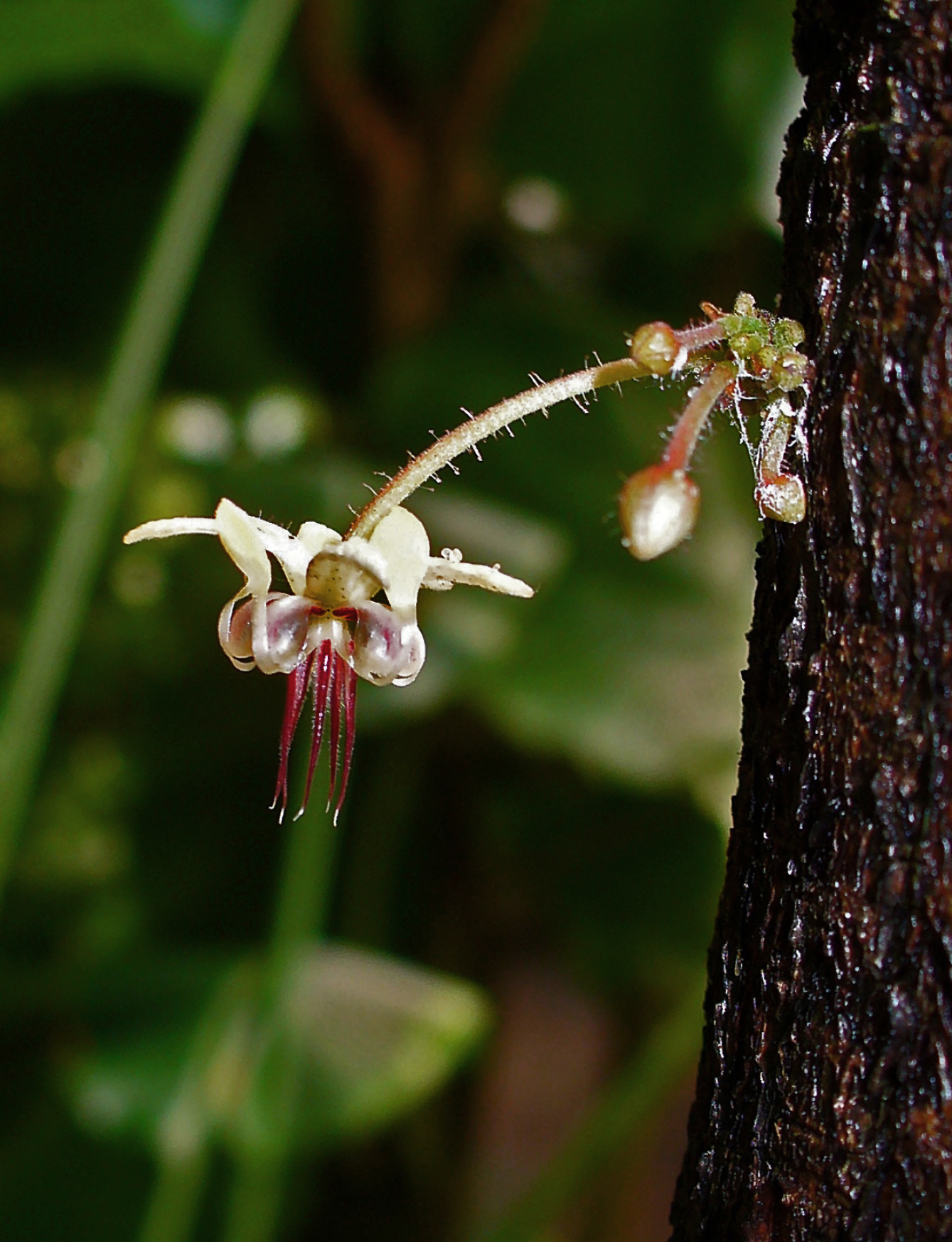
Blüten am Stamm des Kakaobaums

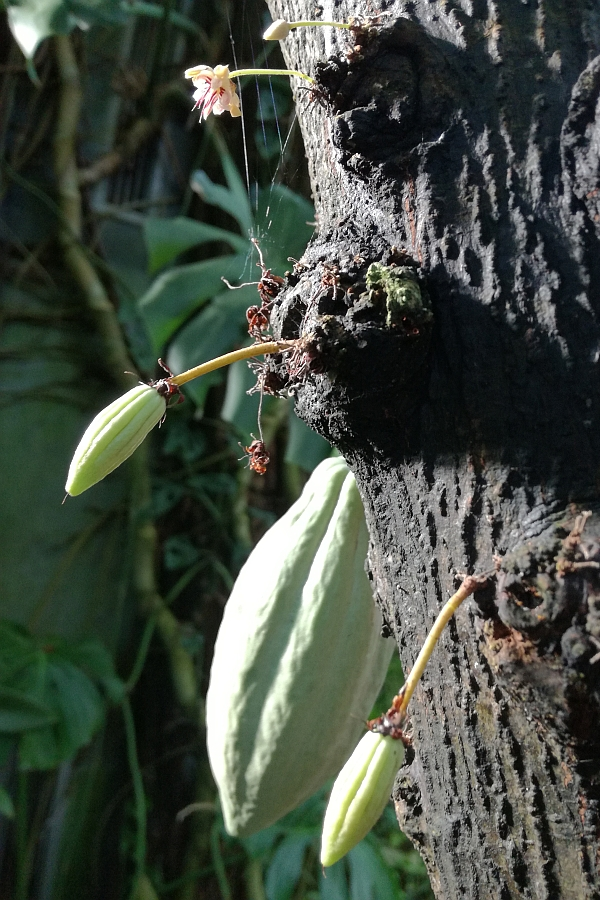
Geschlossene, geöffnete und verwelkte Blüten sowie sich entwickelnde Früchte am Stamm eines Kakaobaums (ÖBG Bayreuth)

Der Kakaobaum (Theobroma cacao) gehört zur Gattung Theobroma (Kakaobäume) in der Familie der Malvengewächse (früher Sterkuliengewächse). Diese Gattung umfasst rund 20 Arten: immergrüne Büsche und kleine Bäume, die im Unterholz der tropischen Regenwälder Lateinamerikas wachsen. Der Kakaobaum verdankt seinen botanischen Namen dem schwedischen Naturwissenschaftler Carl von Linné, der ihm den Namen
Theobroma cacao gab (Bedeutung des Gattungsnamens: „Götterspeise“, aus altgriechisch θεός theos „Gott“ bzw. „göttlich“ und βρῶμα brōma „Speise“).

## Beschreibung
Obwohl der immergrüne Baum bis zu 15 Meter erreichen kann, wird er auf den Plantagen auf 4 Meter gestutzt. Die ganzrandigen, lanzettlichen, länglichen bis verkehrt-eiförmigen, -eilanzettlichen und zugespitzten Blätter können bis zu 35 Zentimeter messen. Die meist kahlen Blätter sind unterseits heller, die Nervatur ist gefiedert. Es sind zwei früh abfallende Nebenblätter vorhanden. An den Blattstielen können Pulvini vorhanden sein.
Die gestielten, zwittrigen und fünfzähligen Blüten stehen in Büscheln an den Ästen des Baumes und auch direkt am Stamm (man nennt dies Kauli- und Ramiflorie). Die fast duftlosen Blüten besitzen fünf verwachsene, dicklich-fleischige, eilanzettliche, grünlich bis rötliche, außen schwach behaarte Kelchblätter. Es sind fünf freie, im unteren Teil kappenförmige, weißlich-gelbliche und durchscheinende, innen rötlich gestreifte Kronblätter mit einer ausladenden, gelb-weißen bis rötlichen, spatelförmigen Zunge vorhanden. Es sind fünf fertile, weiß-gelbe Staubblätter vorhanden, die in den kappenförmigen Petalen liegen, mit denen fünf aufrechte, feinhaarige, rötliche und lange, pfriemliche Staminodien abwechseln. Der feinhaarige, fünfkammerige Fruchtknoten ist oberständig mit einem kurzen, konischen, gelblichen Griffel mit kleiner, geteilter Narbe. Es ist ein Diskus vorhanden.

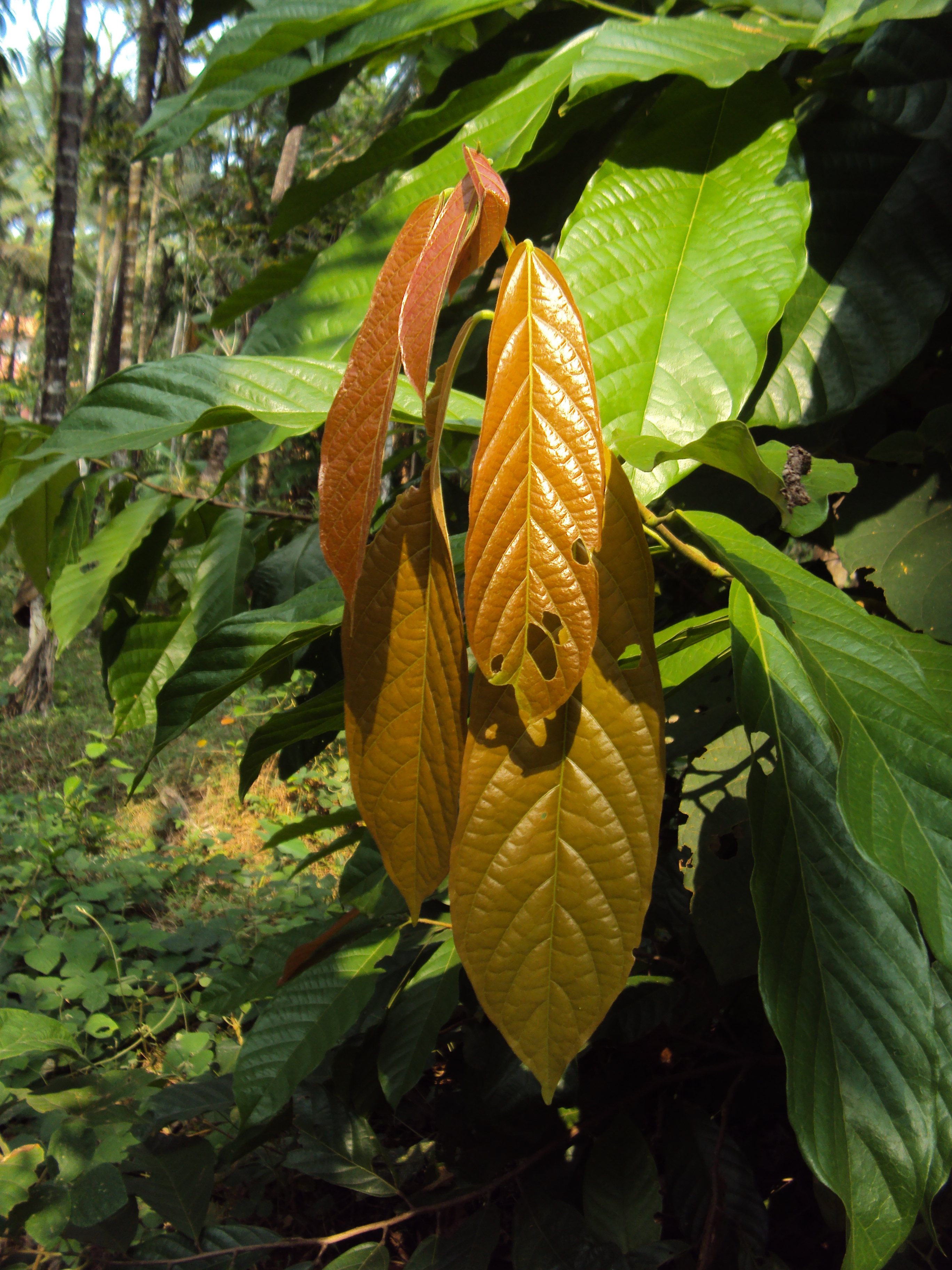
Blätter
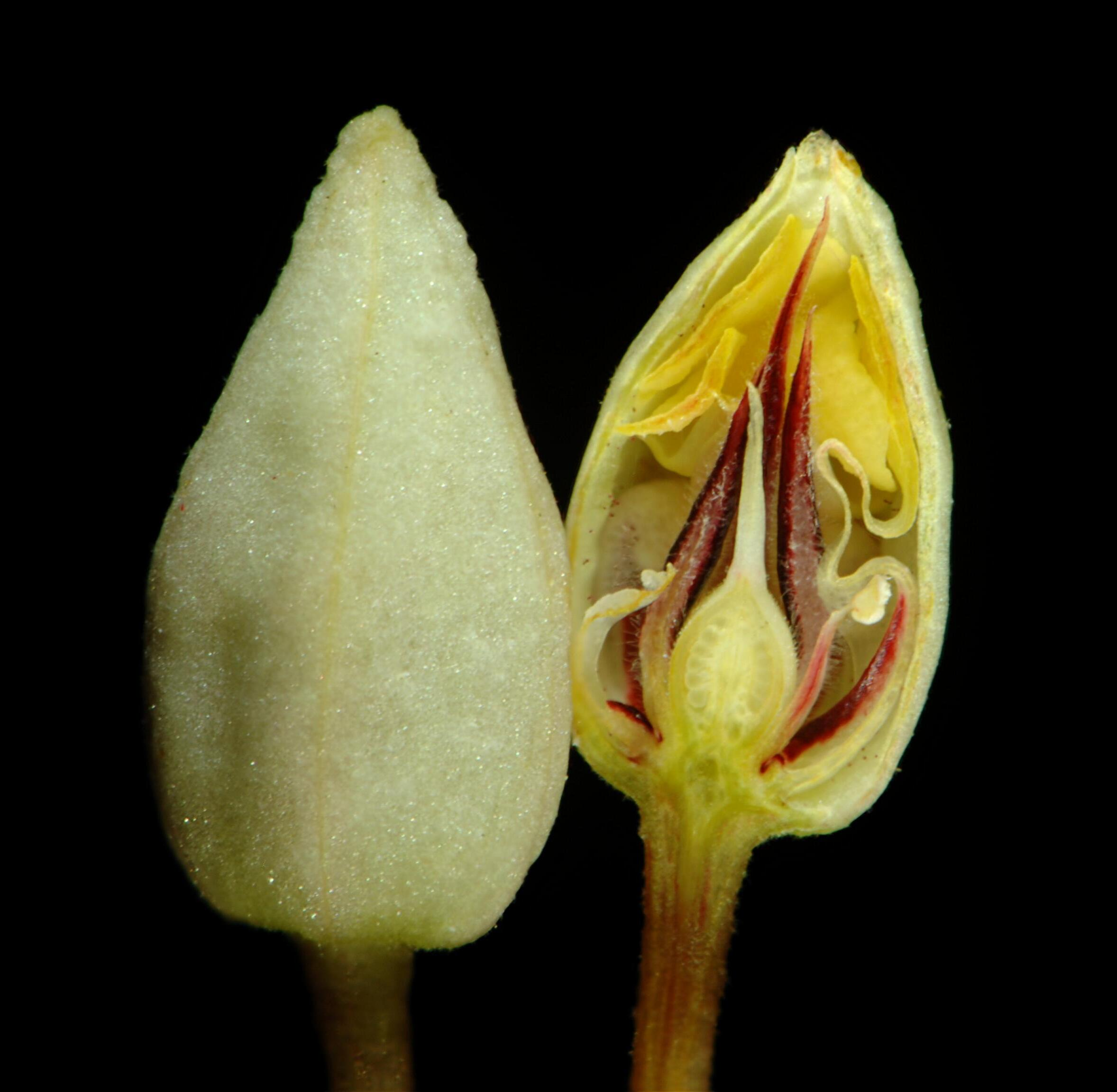
Geschlossene Blüte, Detailaufnahme
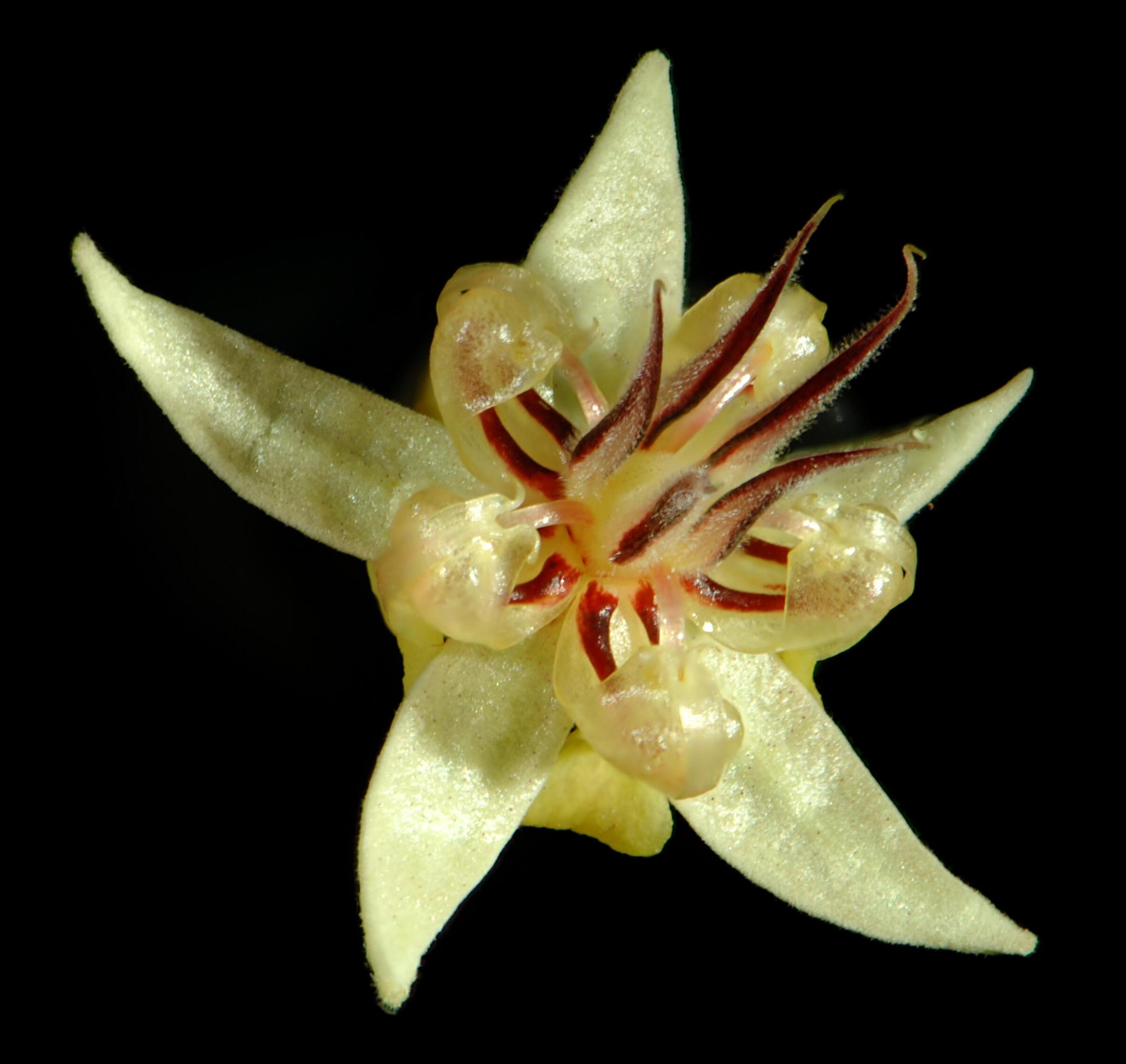
Halbgeöffnete Blüte, Detailaufnahme
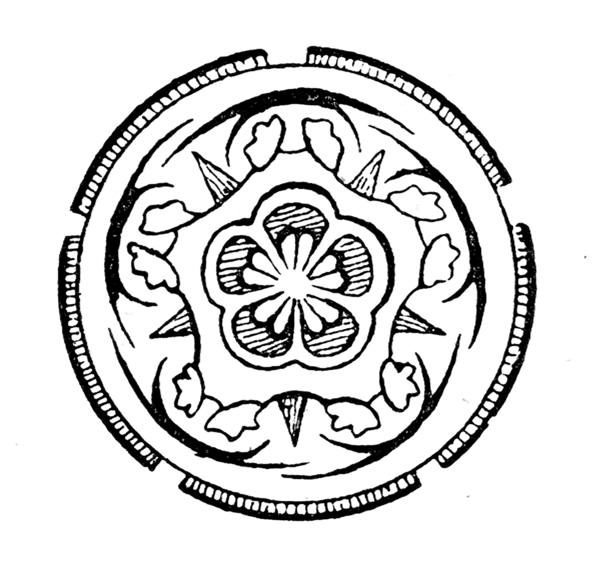
Blütendiagramm

Ein Baum kann tausende Blüten hervorbringen, aber nur bei 0,5 bis 5 % der Blüten ist die Bestäubung erfolgreich. Von den sich entwickelnden Früchten verkümmern darüber hinaus bis zu 75 %. Weitere Früchte können in einem frühen Stadium durch Insekten, Pilze und Stramenopile verloren gehen. Nur wenige Früchte erreichen die Reife.
Die länglichen, ellipsoiden und längsrilligen Beeren (Panzerbeeren) haben eine dicke, ledrige, harte Schale, sind gelb bis rot, 15 bis 20 Zentimeter lang und wiegen bis zu 500 Gramm. Unter der Schale (Exo-, Meso- und Endocarp) befinden sich in fünf Reihen angeordnet 20 bis 60 bräunliche, abgeflachte Samen („Kakaobohne“), die von einem weißen, süßen und schleimigen, sehr schmackhaften Fruchtfleisch (Kakaopulpe) umgeben sind. Die braunen, etwas abgeflachten, eiförmigen bis elliptischen Samen sind etwa 2,5 × 1,5 Zentimeter groß.
Die Chromosomenzahl beträgt 2n = 16.

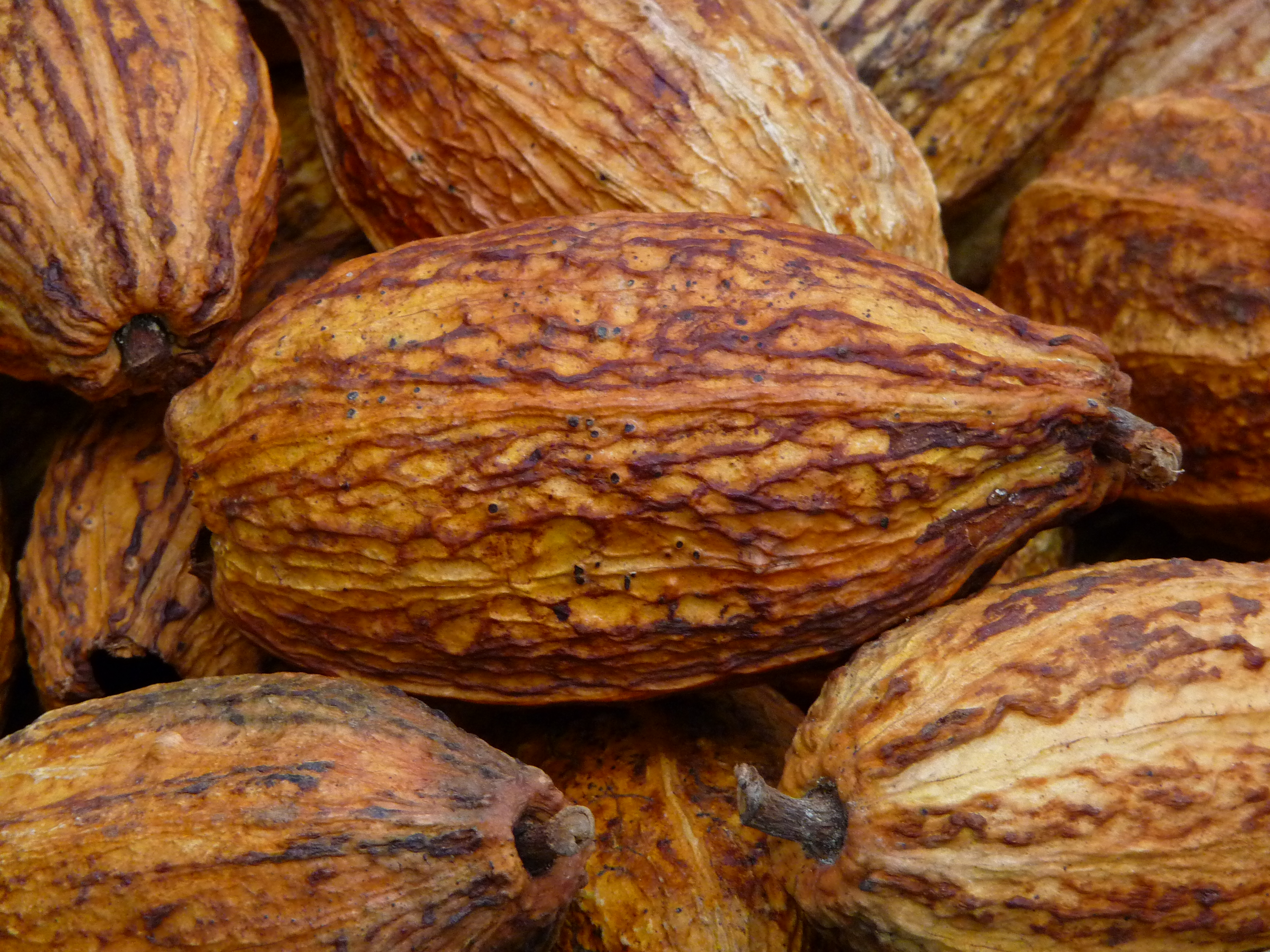
Getrocknete Kakaofrüchte
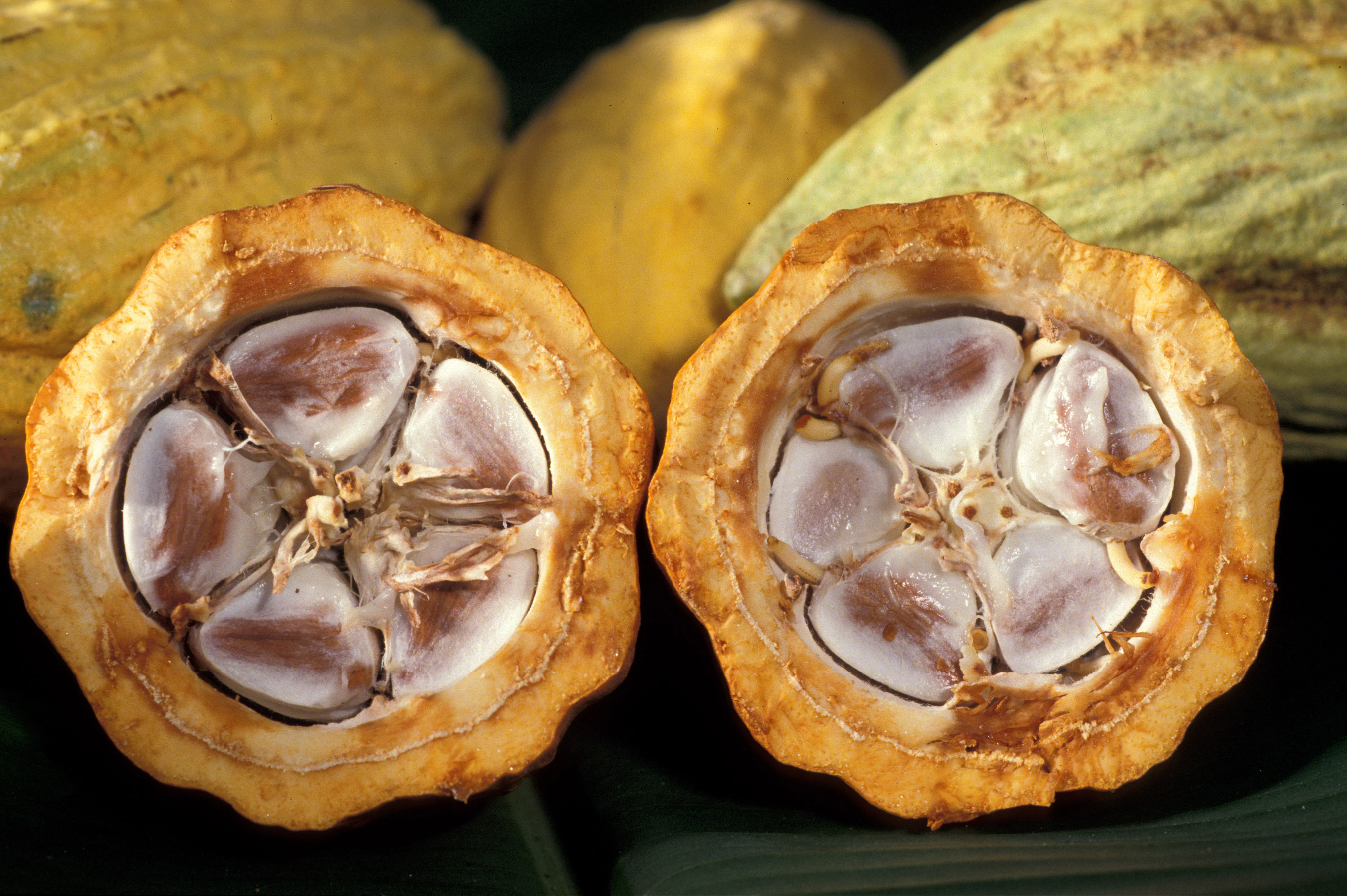
Kakaofrucht im Querschnitt: innen die reifen Samen („Kakaobohnen“) mit weißem Fruchtfleisch
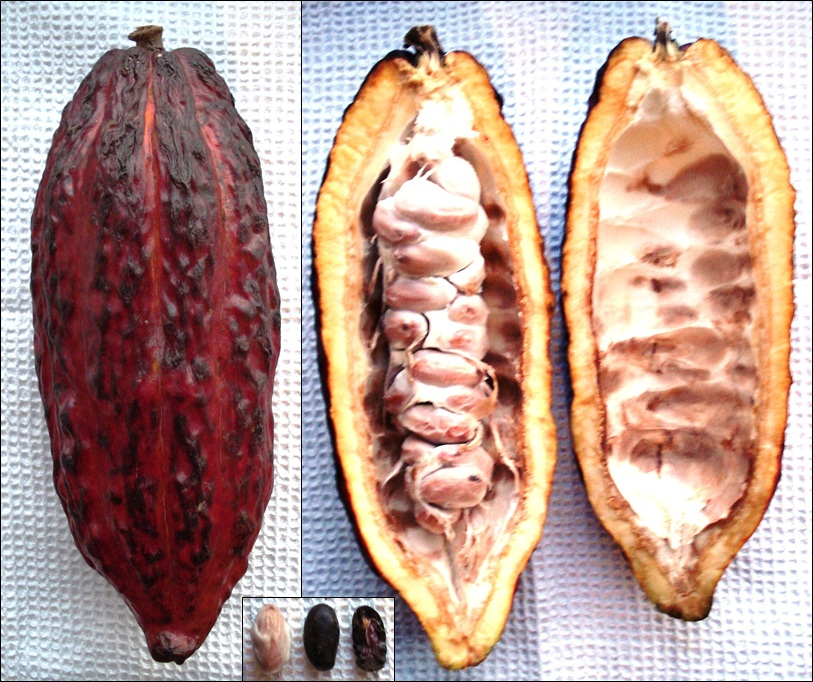
Kakaofrucht ganz und halbiert (mit bzw. ohne Bohnen); kleines Bild unten: drei Bohnen (roh, fermentiert, geröstet)

## Varietäten

### Criollo und Forastero
Beim Kakaobaum unterscheidet man zwischen zwei Grundtypen bzw. Varietäten:
- Criollo („Einheimischer“): Der Criollo besitzt längliche, spitz zulaufende Früchte mit zehn ausgeprägten Längsfurchen und rauer Oberfläche. Die Früchte enthalten weiße Samen. Der Criollo liefert qualitativ hochwertige Kakaos, ist jedoch anfällig gegenüber Krankheiten und Schädlingen.
- Forastero („Fremdling“): Die Früchte des Forastero sind breiter und kaum gefurcht, ihre Oberfläche ist glatt. Sie enthalten dunkelviolette Samen. Die aus dem Forastero gewonnenen Kakaos sind weniger aromatisch als die des Criollo. Er ist aber robuster und liefert höhere Erträge, weshalb er heutzutage überwiegend angebaut wird.

Diese Einteilung hat ihren Ursprung in Venezuela, wo man die einheimische Sorten von fremden Sorten, die später aus Nachbarstaaten eingeführt wurden, begrifflich unterschieden hat. Ursprünglich wurden Criollo und Forastero einer eigenen Art der Gattung Theobroma zugeordnet. Allerdings können alle Sorten fruchtbar miteinander gekreuzt werden, weshalb man sie heute unter der Art Theobroma cacao zusammenfasst. Die grobe Einteilung in Criollo und Forastero wird aufgrund der Fruchtform und der Samenfarbe vorgenommen und geht auf Cheesman (1944) zurück.
Lange Zeit wurden Criollo und Forastero als Unterarten des Kakaobaumes (Theobroma cacao) mit verschiedenen Ursprungsorten angesehen. Durch die Landenge von Panama getrennt sollen sich in Mittelamerika der Criollo (Theobroma cacao subsp. cacao) und in Südamerika der Forastero (Theobroma cacao ssp. sphaerocarpum (A. Chev.) Cuatrec.) mit ihren eigenen charakteristischen Merkmalen entwickelt haben. Analysen des Erbgutes scheinen dieser These zu widersprechen. Demnach soll der alleinige Ursprung des Kakaobaumes in Südamerika liegen, wobei in präkolumbischer Zeit durch den Menschen einzelne Pflanzen nach Mittelamerika gebracht wurden, die man heute zum Criollo zählt. Als Ursprungsregion des Criollo wird der Südwesten Venezuelas vermutet, wo noch heute reinerbiger Criollo zu finden ist.

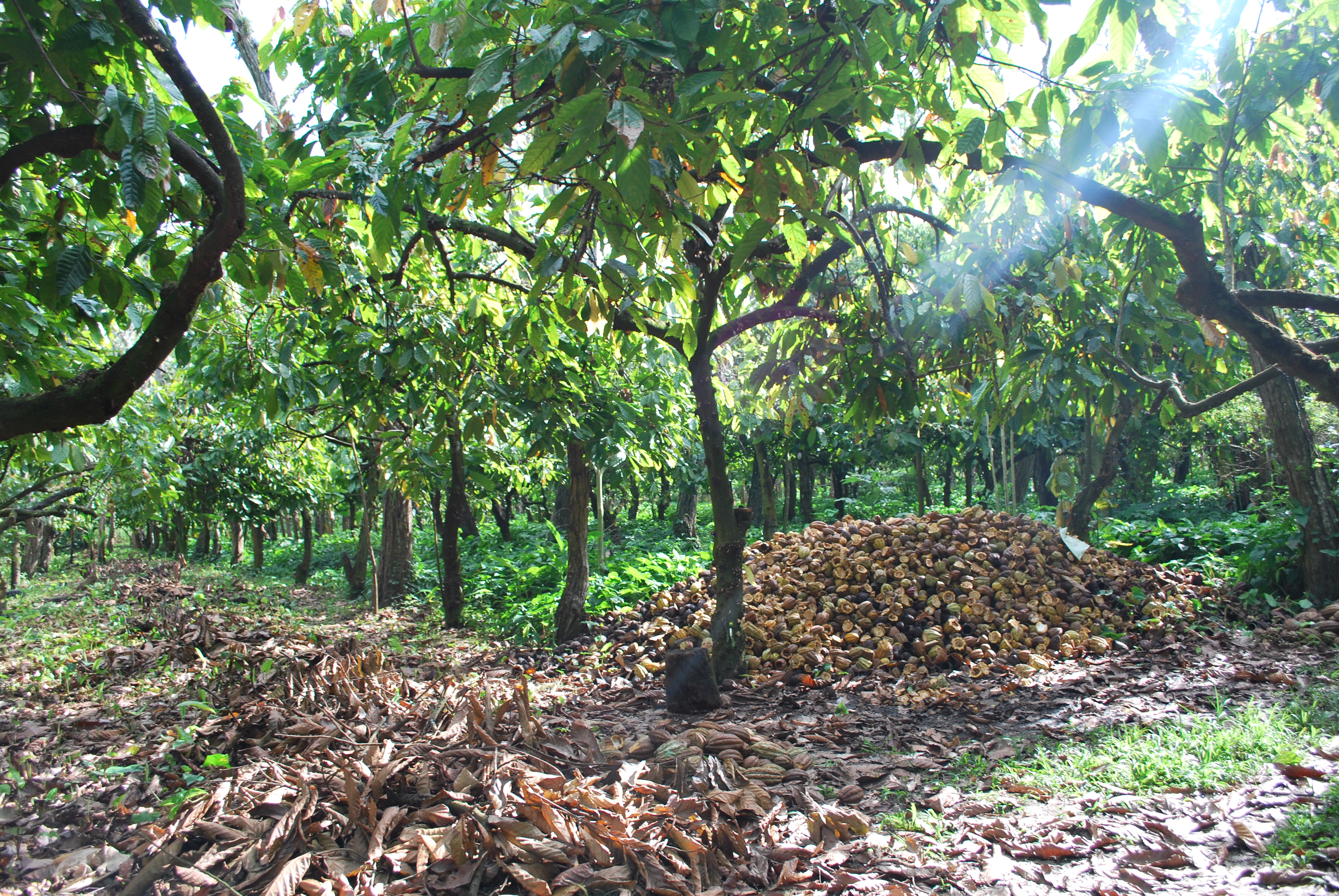
Kakaoplantage

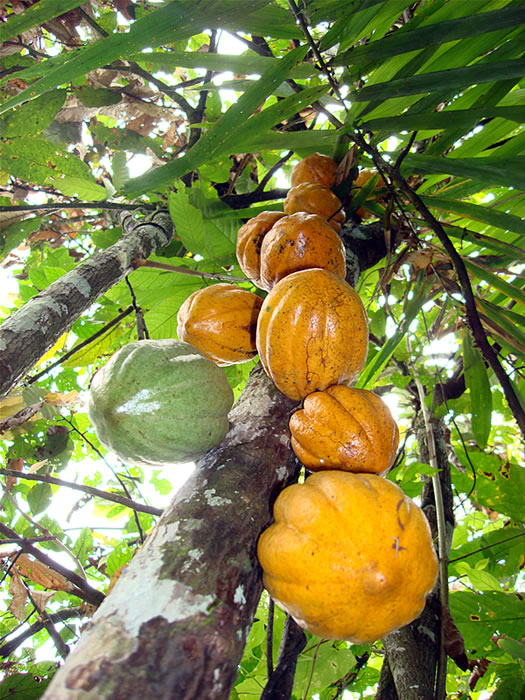
Kakaofrüchte am Stamm

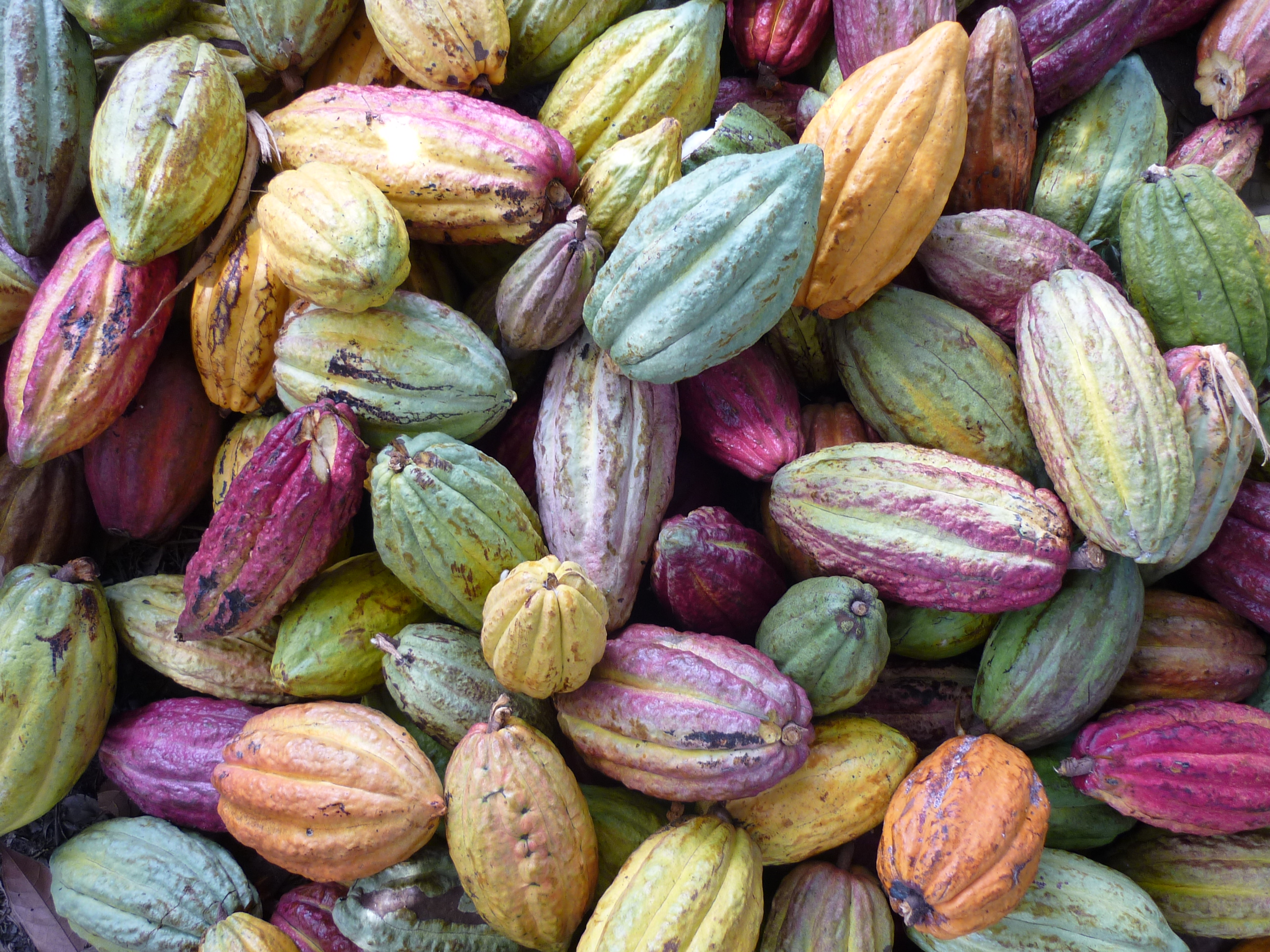
Kakaofrüchte

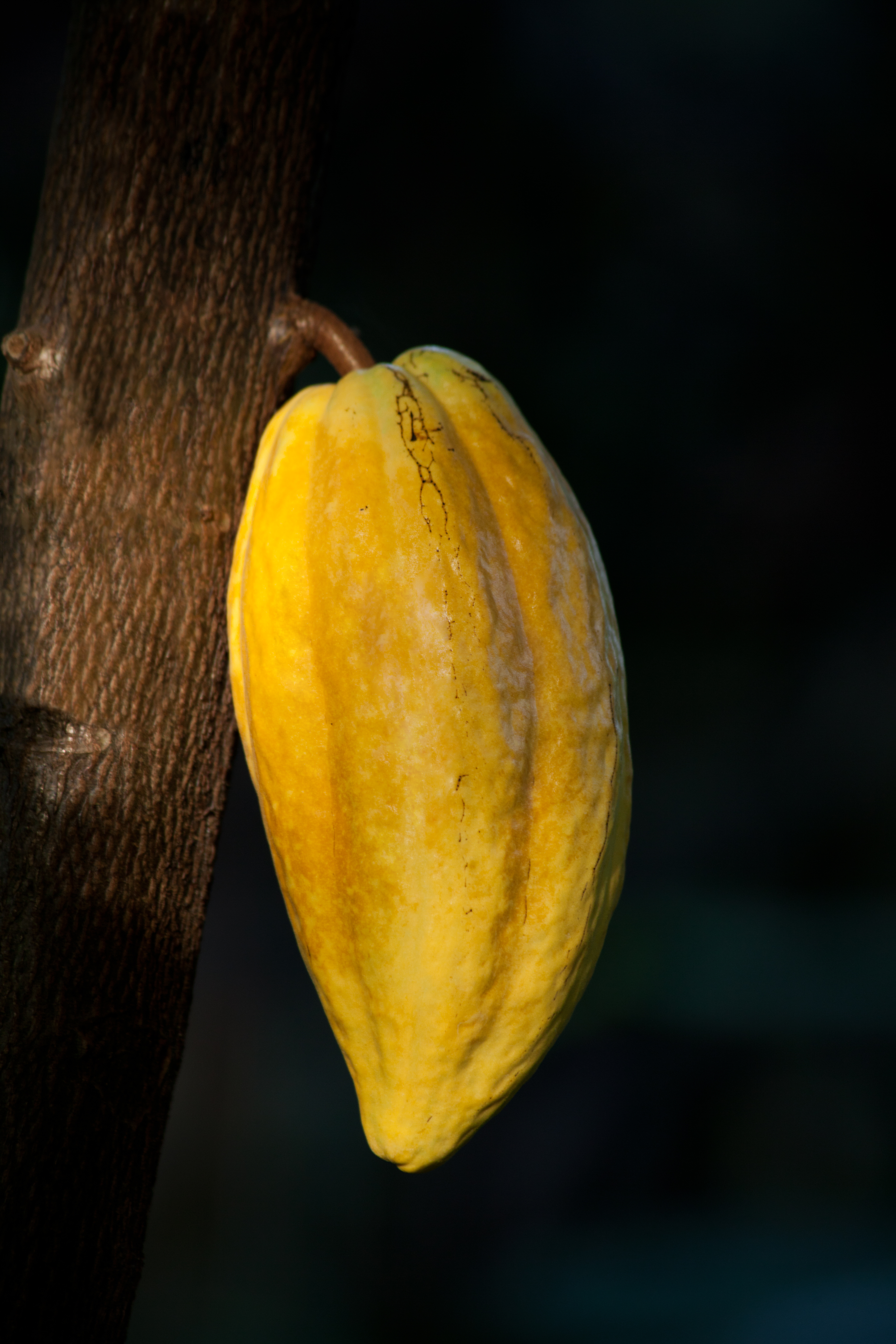
Detailaufnahme einer Frucht (Botanischer Garten Hamburg)

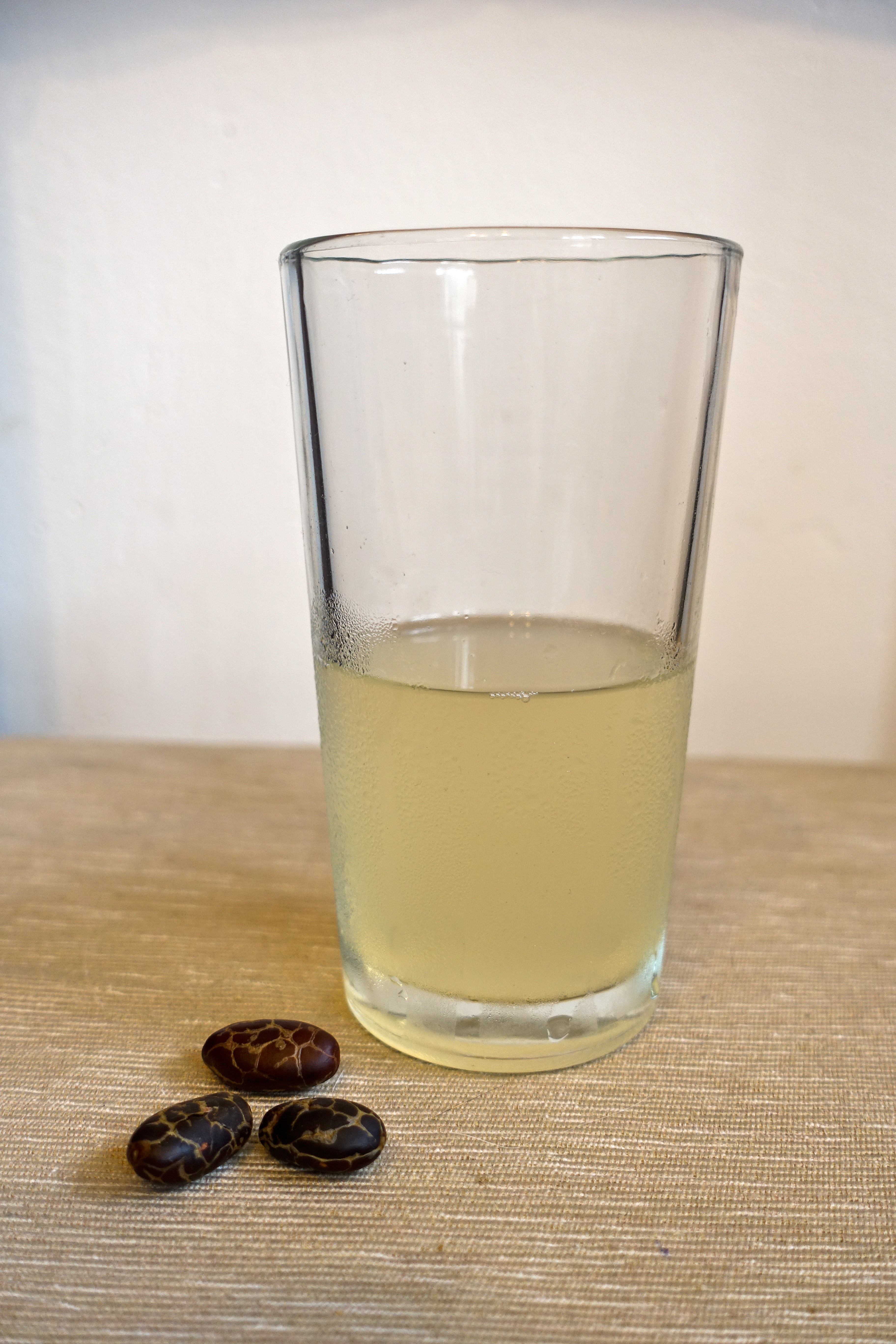
Saft der Kakaofrucht: Aromatisch und süß-säuerlich

### Trinitario
Der Trinitario, ein Hybride aus Criollo und Forastero, der im 18. Jahrhundert auf der Insel Trinidad entstanden ist, kombiniert einige vorteilhafte Eigenschaften dieser beiden Grundtypen.

### Einteilung nach van Hall
Eine differenziertere Einteilung der Varietäten nach dem Aussehen der Früchte geht auf van Hall zurück. Sie wird heute noch für die Beschreibung der Fruchtform verwendet und umfasst folgende Typen:
- Angoleta: Längliche Frucht mit starken Längsfurchen
- Cundeamor: wie Angoleta, jedoch mit flaschenhalsähnlicher Einschnürung
- Amelonado: Breite, melonenförmige Frucht mit flaschenhalsähnlicher Einschnürung
- Calabacillo: Kurze, kalebassenförmige, glatte Frucht
- Pentagona: Dünnschalige Frucht, deren Oberfläche der Haut eines Alligators ähnelt.

Kakaobäume mit Früchten der Pentagona-Form ordnete man früher einer eigenen Art namens Theobroma pentagonum Bernoulli zu, es handelt sich jedoch um einen ursprünglichen Criollo.

## Wirtschaftliche Bedeutung
Im Jahr 2022 wurden laut FAO weltweit 5.874.582 Tonnen Kakaobohnen geerntet. Die zehn weltweit größten Produzenten von Kakaobohnen ernteten 2022 zusammen 93,7 % der Gesamtmenge. Im Jahr 2022 kamen 69,9 % aller Kakaobohnen aus Afrika, 15,0 % aus Südamerika und 12,1 % aus Asien.
| Rang | Land                    | Menge (in t) |
| ---- | ----------------------- | ------------ |
| 1    | Elfenbeinküste          | 2.230.000    |
| 2    | Ghana                   | 1.108.663    |
| 3    | Indonesien              | 667.296      |
| 4    | Ecuador                 | 337.149      |
| 5    | Kamerun                 | 300.000      |
| 6    | Nigeria                 | 280.000      |
| 7    | Brasilien               | 273.873      |
| 8    | Peru                    | 171.177      |
| 9    | Dominikanische Republik | 75.900       |
| 10   | Kolumbien               | 62.158       |
|      | Top Ten                 | 5.506.216    |

Die gesamte Anbaufläche weltweit betrug etwa 11,9 Millionen Hektar.
Der durchschnittliche Hektar-Ertrag belief sich dabei auf etwa 4920 hg/ha, dies entspricht 492,0 kg/ha.
Die Hauptanbaugebiete haben sich inzwischen von Mittelamerika nach Afrika verlagert, das Land mit der größten Kakaoproduktion der Welt ist die westafrikanische Elfenbeinküste, die 38,0 % der weltweiten Ernte des Jahres 2022 produzierte.

## Kultivierung

### Anbaubedingungen
Der Kakaobaum lässt sich nur unter bestimmten klimatischen Bedingungen kultivieren. Er trägt Früchte nur innerhalb von 20 Breitengraden um den Äquator, braucht guten Boden und ausreichend Wasser; zudem verträgt er keine Temperaturen unter 16 °C und ist anfällig für Krankheiten und Pilze. Er ist zur Bestäubung auf Gnitzen der Gattungen Forcipomyia und Euprojoannisia angewiesen, deren bevorzugter Lebensraum in beschatteten Bereichen unter größeren Baumarten mit verrottendem Laub liegt. Der für den optimalen Wuchs benötigte Schatten ist nur mithilfe sogenannter Kakaomütter möglich. Auf Kakaoplantagen werden oft nur durchschnittliche Bestäubungsraten von 3 von 1000 Blüten erreicht.

### Nutzung
Aus dem Fruchtfleisch (Kakaopulpe) wird vor allem in Brasilien frischer Saft (suco de cacao) gewonnen, der in Restaurants bestellt werden kann, er schmeckt süß und fruchtig. Aus den Samen, den Kakaobohnen, wird nach einem mehrstufigen Umwandlungsprozess Kakaomasse, Kakaopulver und Kakaobutter zur Herstellung von Schokolade gewonnen (siehe Anbau und Erzeugung von Kakaobohnen).

### Schädlinge und Krankheitserreger
Insekten
- Miniermotten: Conopomorpha cramerella
- Weichwanzen:  Sahlbergella singularis und Distantiella theobroma in West Afrika and Helopeltis Arten in Südostasien
- Baumwanze: Bathycoelia thalassina[12]
- Carmenta theobromae

Pilze
- Hexenbesen
- Phytophthora Pod Rot (Black pod)
- Moniliophthora roreri
- Moniliophthora perniciosa
- Ceratocystis cacaofunesta

Stramenopile
Viren
- Cacao swollen shoot Virus (CSSV)

## Genetik und Züchtung
Die University of the West Indies in St. Augustine auf der Karibikinsel Trinidad besitzt die größte Kakao-Genbank der Welt (International Cocoa Genebank, ICG) und betreibt auf Trinidad ihre Grundlagenforschung. Neben der Erfassung von DNA-Material betreibt die Universität auch Projekte zur Rekultivierung alter Edelkakao-Plantagen auf Tobago.
Der Schokoriegelhersteller Mars, die Forschungsabteilung des amerikanischen Landwirtschaftsministeriums und der Computerkonzern IBM gaben am 15. September 2010 bekannt, 92 % des Genoms des Kakaobohnen-Genotyps Matina 1-6 entschlüsselt zu haben. Das Genom ist auf einer Website frei zugänglich und soll zukünftig keinen Patentansprüchen unterliegen. Die Entschlüsselung soll Züchtungsfortschritte und Anbau erleichtern.